# رياح الشرق

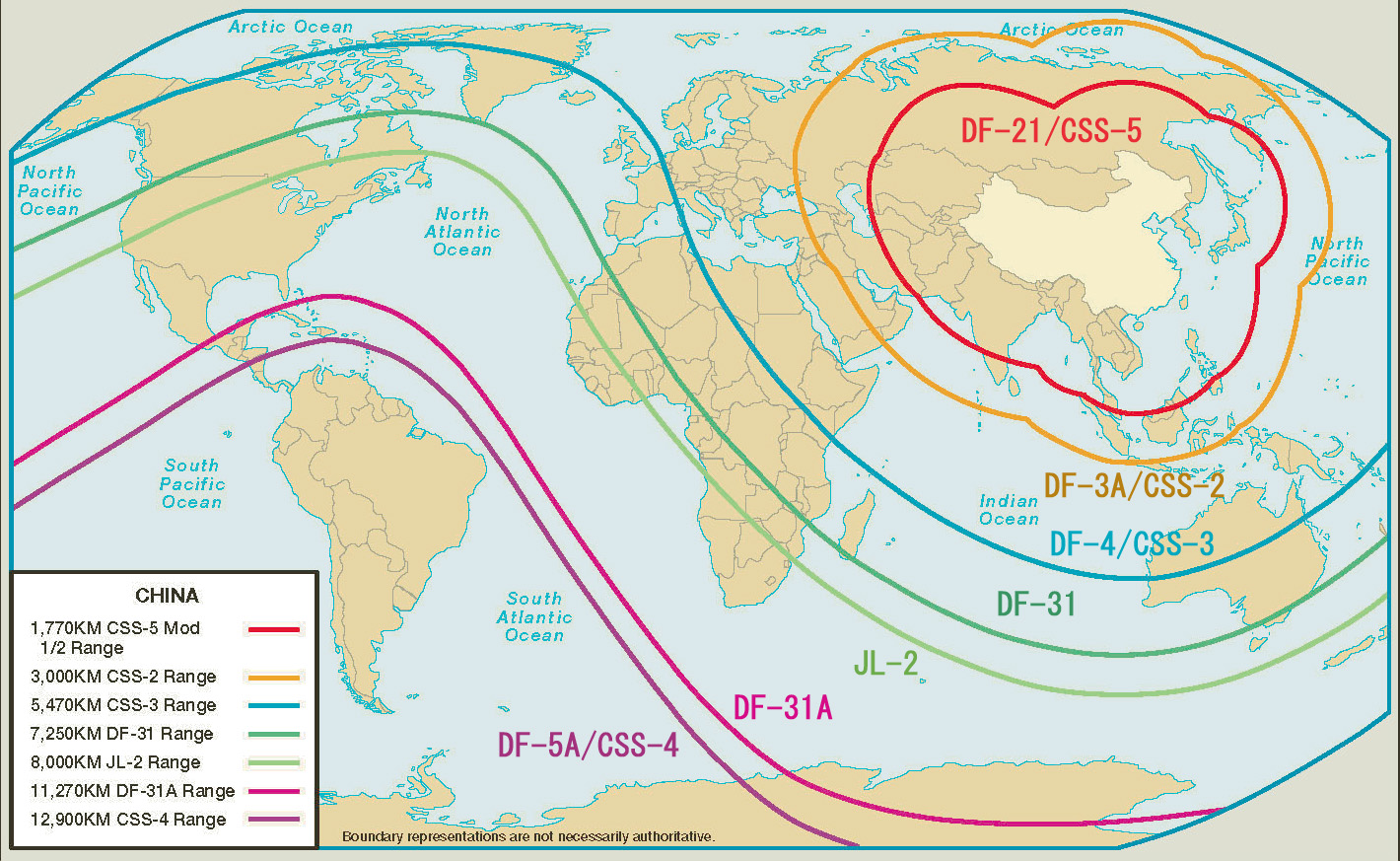
نطاق مدى مجموعة من مختلف الصواريخ الصينية

دونغفنغ (بالصينية:东风؛ معناها: رياح الشرق) الصاروخ عبارة عن سلسلة من الصواريخ البالستية العابرة للقارات والمتوسطة والقادرة على حمل رؤوس نووية. تصنعها جمهورية الصين الشعبية.تُخْتَصَرُ كلمة دونغفنغ إلى "DF" يمتلك هذا الطراز من الصواريخ بعض الدول مثل المملكة العربية السعودية.

## تاريخ

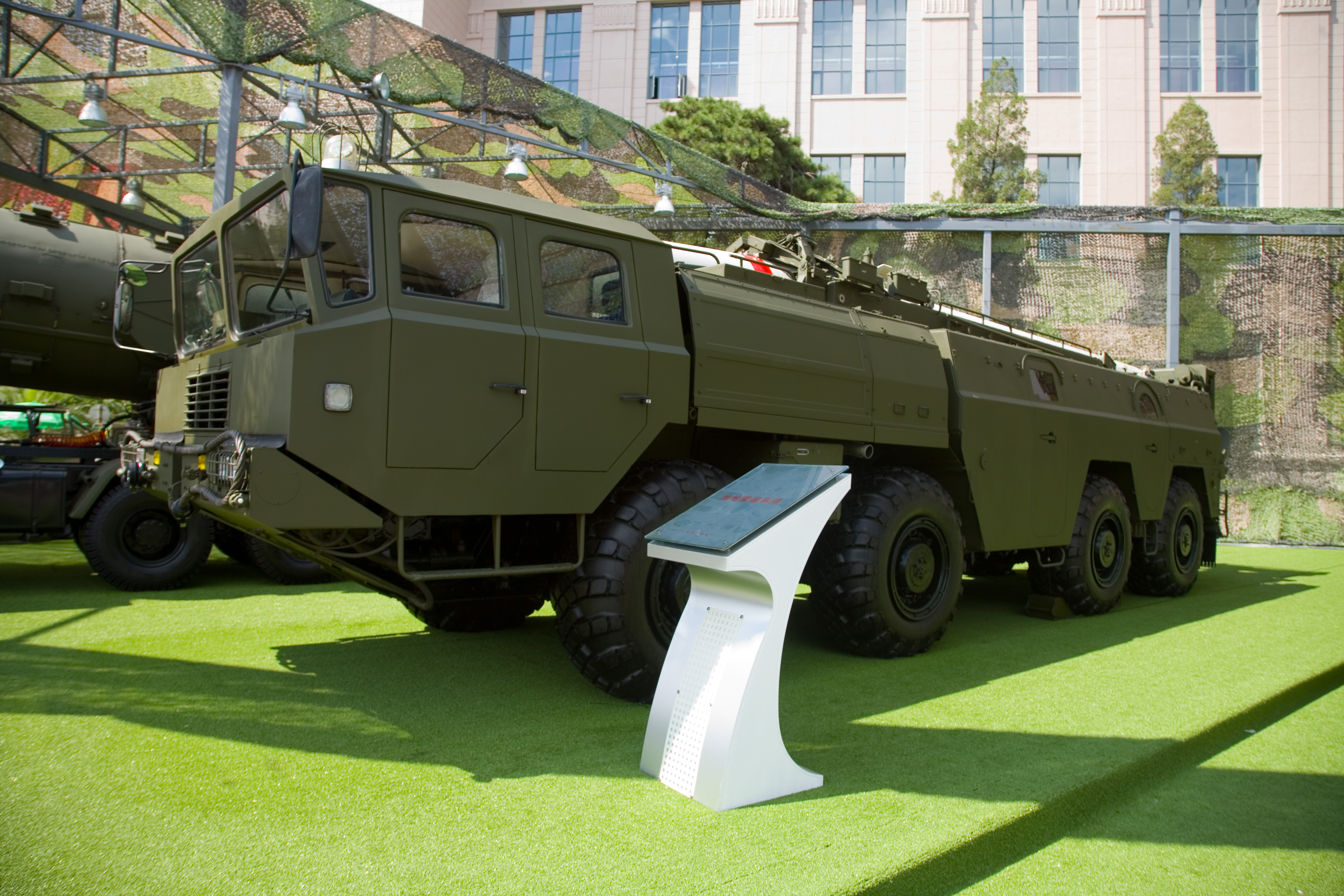
قاعدة الإطلاق

بعد توقيع الصين والاتحاد السوفيتي معاهدة الصداقة والتحالف في عام 1950، قام الاتحاد السوفيتي بمساعدة الصين عسكريًا، نتج عن هذه المساعدة، إنتاج الصين لصواريخ رياح الشرق. 

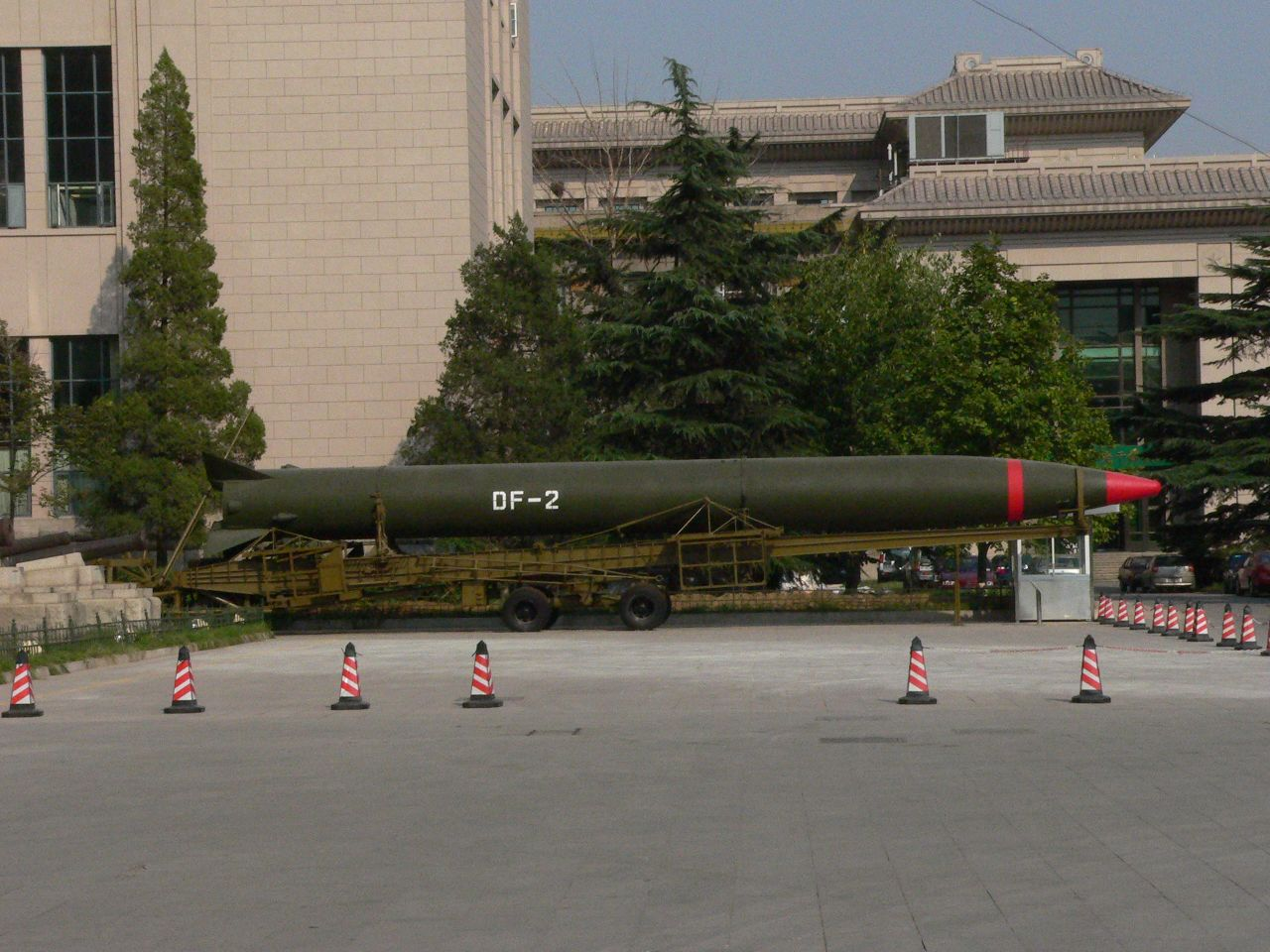
أحد صواريخ رياح الشرق

## صواريخ دونغفنغ
هو صاروخ بعيد المدى يحمل رؤس نووية وقادر على تدمير مدن بمساحات كبيرة وقادر على وصول اخر موجه انفجار له على بعد 270 km ويملكه دول قليلة مثل السعودية ويبلغ عدد هذه النوعية من الصواريخ في السعودية بما يقارب 70 إلى 150 صاروخ غير محملة برؤس نووية.

## دونغفينغ1(ss-2)
الأولى من صواريخ دونغ فنغ، كان DF-1 نسخة مرخصة من الأتحاد السوفيتي R-2 (SS-2 الشقيق) صاروخ. [2] DF-1 كان RD-101 محرك صاروخ واحد، واستخدام الكحول للحصول على الوقود مع الأكسجين السائل (LOX) كما مؤكسد. وكان الصاروخ أقصى 550 كم و 500 كجم الحمولة. تم إنتاج أعداد محدودة من DF-1 في 1960s، ومنذ ذلك الحين

## دونغفينغ2(css-1)
وDF-2 هو أول صاروخ بالستي متوسط المدى الصين، مع 1,250 كيلو متر و 15-20 كيلوطن رأس حربي نووي. أنها حصلت على التعيين الغربي من CSS-1، بالنسبة للصين السطح إلى السطح (صاروخ). [3] وقد لوحظ طولة من قبل المراقبين الغربيين أن DF-2 يمكن أن يكون نسخة من السوفياتي (SS -3 المخادع)، كما لديهم نظرة متطابقة، مجموعة، المحرك والحمولة. الآن أنه من المعروف أن وثائق كاملة لR-5 قد سلمت من الاتحاد السوفييتي إلى الصين في أواخر 1950s. [4] ولكن لا تزال بعض الكتاب الغربيين يعزون تصميم كامل للمتخصصين الصيني شيه Guangxuan، ليانغ سيلييه، ليو Chuanru، ليو Yuanwei، لين Shuangwei، ورن شين مين. أول DF-2 فشل في اختبار إطلاقه في عام 1962، مما أدى إلى تحسين DF-2A. تم استخدام DF-2A لتنفيذ أول تجربة على صاروخ باليستي النووية الصينية في لوب نور في عام 1966، وكان في الخدمة التشغيلية منذ أواخر 1960s. وقد تقاعد عن DF-2 من الخدمة الفعلية في 1980s. [5]

## دونغفينغ3(css-2)
وغالباً ما يُعتبر DF- 3 أول صاروخ باليستي متوسط المدى "محلي" صيني (IRBM). تأثر التصميم الشائع للصواريخ البالستية العابرة للقارات بشكل كبير بصاروخ R-14 السوفيتي تشوسوفايا وكان محرك المرحلة الأولى نفسه نسخة مباشرة من محرك С.2.1100/С.2.1150 لا -350 المعزز الذي طوره ألكسي إيسايف في -2 (NII -88). نُسبت قيادة التصميم إلى كل من تو Shou'e (屠 守 锷) وسون جيا دونغ (孙家栋)، اُنتِجَ الصاروخ في المصنع 211 (شركة كابيتال للملاحة الفضائية ، والمعروفة أيضا باسم كابيتال ماشين شوب) (首都 航天 机械 公司)، (首都 机械 厂). و 2,500 كم تم تصميم DF- 3 أصلا مع 2,000 كجم حمولة ل تحمل الذرية (في وقت لاحق الحرارية) حمولة. وزيادة تحسين DF- 3A مع 3,000 كيلو متر (~ 4,000 كم مع انخفاض حمولة) وقد وضعت في عام 1981، وتصديرها إلى المملكة العربية السعودية مع الرؤوس الحربية التقليدية شديدة الانفجار. [ 6 ] تم سحبها معظم DF-3/DF-3A ' ق، مع 30-40 المتبقية والمقرر أن تحل محلها DF- 21 . [ 7 ] مداها من 2,810 كم يعني أنها تقصر فقط من كونها قادرة على استهداف غوام، على الرغم من أن تقرير وزارة الدفاع لعام 2012 بشأن الدول القوة العسكرية للصين التي لديها مجموعة من 3,300 كيلومتر، والذي سيكون كافيا لاستهداف غوام. [ 8 ] عام 2013 البنتاجون ويؤكد التقرير على القوة العسكرية للصين في DF -3 -3,300 كيلو متر، وتظهر الخرائط في غوام يجري داخل النطاق DF -3 . [ 9 ]

## دونغفينغ4(css-3)
هو أول صاروخ بالستي بعيد المدى للصين، مع 5,550-7,000 كيلو متر و2،200 كجم حمولة (3 جبل رأس نووي). وقد وضعت في أواخر 1960s لتوفير القدرة على الضربة ضد موسكو وغوام. خدم صاروخ DF-4 أيضا الأساس لأول مركبة الإطلاق الفضائية في الصين، تشانغ تسنغ 1 (بطول 1 آذار). تقريبا. تبقى 20 DF-4 في الخدمة، ومن المقرر أن تحل محلها DF-31 بواسطة الفترة 2010-2015.

## دونغفينغ5(css-4)
وDF-5 هو صاروخا عابرا للقارات ذاتي الدفع (ICBM)، والمصممة لحمل 3 ملايين طن (مليون طن) رأس حربي نووي لمسافة تصل إلى 12,000 كم. وDF-5 هو القائم على صومعة، صاروخ من مرحلتين، وخدم الصاروخية كأساس للمركبة الإطلاق الفضائية Fengbao-العاصفة المستخدمة (FB-1) لإطلاق الأقمار الصناعية. وقد تم تطوير الصاروخ في 1960s، لكنها لم تدخل الخدمة حتى عام 1981. تحسن البديل، وDF-5A، وقد أنتج في منتصف 1990s مع تحسين النطاق (> 13,000 كم). حاليا، ما يقدر ب 24-36 DF-5A هي في خدمة كقوة قارات الأولية للصين

## دونغفينغ11(css-7)
المعروف أيضا باسم M-11 (التصدير)، وDF-11 هو صاروخ قصير المدى على الطرق المحمول الباليستية (SRBM) الذي صممه وانغ تشن هوا في مؤسسة الصواريخ سانيانج (المعروف أيضا باسم قاعدة 066) في أواخر 1970s. على عكس الصواريخ الباليستية الصينية السابقة، DF-11 تستخدم الوقود الصلب، والذي يقلل بدرجة كبيرة من إطلاق الوقت اللازم لإعداد (15-30 دقيقة). الصواريخ التي تعمل بالوقود السائل مثل DF-5 تتطلب لتصل إلى 2 ساعات من التحضير قبل الإطلاق. وDF-11 لديها مجموعة من 300 كم و 800 كجم الحمولة. نسخة محسنة DF-11A زاد مجموعة من> 825 كم. [14] مجموعة من M-11 لا تنتهك الحدود التي وضعها نظام مراقبة تكنولوجيا القذائف (نظام مراقبة تكنولوجيا القذائف). تقديرات عن عدد DF-11S في الخدمة تختلف بين 500-600

## دونغفينغ16
وDF-16 هو صاروخ وهذا هو أحدث ويبلغ مداه أطول (بين 800 كم و 1,000 كم) من DF-15. [19] وأعلن مسؤول تايوان يوم 16 مارس 2011 التي يعتقد تايوان ان الصين بدأت نشر الصواريخ

## دونغفينغ21(css-5)
وDF-21 هو على مرحلتين، تعمل بالوقود الصلب، متوسطة المدى للصواريخ البالستية (MRBM) التي وضعتها الأكاديمية 2 الفضاء (الصين الآن الأقنعة الميكانيكا والالكترونيات والتكنولوجيا الاكاديمية) في أواخر 1970s. وكان هذا أول صاروخ باليستي يعمل بالوقود الصلب التي بذلتها شركة المدفعية الثانية الصاروخ يحمل 500 كيلوطن واحد رأس حربي نووي، وتصل إلى 2,500 كيلو متر. كما خدم DF-21 كأساس للصواريخ البالستية التي تطلق من الغواصات (SLBM) JL-1 (CSS-N-3)، [20] المستخدمة في SSBN شيا الفئة-. في عام 1996، وهو تحسن البديل، وDF-21A، وقدم. اعتبارا من عام 2010، وقدرت 60-80 DF-21/DF-21A ليكون في خدمة، وهذا العدد قد زادت منذ ذلك الحين صُمم الصاروخ أصلاً كسلاح استراتيجي، وقد تم تصميم الصاروخ من دي إف-21 لمهام الضربات النووية والتقليدية على حد سواء. فضلا عن الرؤوس الحربية النووية من حوالي 300 كيلوطن
الدولة المستخدمة لصاروخ: المملكة العربية السعودية

## دونغفينغ25
كان المحمول إطلاق DF-25 صاروخ يعمل بالوقود الصلب على مرحلتين مع مجموعة من 1,700 كيلومتر. وزعم إلغاء التنمية في عام 1996، ولكن لجين قد نشرت، وتمت إعادة نشر MissileThreat.com، صور متعددة DF-25S التي يتم نشرها مع قنابل الصاروخية التي اقيمت، مما يوحي بأن DF-25 قد تم نشرها، وليس إلغاؤها. القليل معروف عن المزيد من هذا الصاروخ

## دونغفينغ31(css-10)
وDF-31 هو أحدث الصواريخ العابرة للقارات يعمل بالوقود الصلب تم تصميمة في أكاديمية الفضاء 4 (الآن أكاديمية تكنولوجيا الصواريخ موتور / ARMT). وDF-31 لديها مجموعة من 8,000 + كم، ويمكن أن تحمل رأس حربي واحد 1,000 كيلوطن، أو ما يصل إلى ثلاثة 20-150 رأس حربي كيلوطن MIRV. نسخة محسنة، وDF-31A، لديها مجموعة من 11,000 + كم. تم تطوير DF-31 لتحل محل العديد من الصواريخ الباليستية القديمة في الصين، وخدم كأساس لجديدة JL-2 (CSS-NX-4/CSS-NX-5) SLBM. في عام 2009، تقريبا. وتقدر 30 DF-31/DF-31A ليكون في خدمة، بل هو ممكن هذا الرقم قد ازداد منذ ذلك الحين تم عرضها [24] [25] 12 في العرض العسكري عام 2009 في بكين بمناسبة الذكرى 60 لتأسيس جمهورية الصين الشعبية مخصص لضربات النووية بعيدة المدى.

## دونغفينغ41(css-x-10)
ويعتبر هذا الصاروخ من اقوى صواريخ العالم اذ يبلغ مداه 16000كم وقادر على حمل 12 رأس نووي
دخل الخدمة في الصين عام 2015